# Ёлочные игрушки (альбом, 1999)
«Ёлочные Игрушки» — дебютный музыкальный сборник электронного дуэта «Ёлочные игрушки» (также известного как ЁИ или EU). Релиз включает десять ранних IDM-композиций, записанных Ильёй Барамией и Александром Зайцевым. Исполнительный продюсер — Анатолий Ковжун. Сборник выпущен на лейблах Perforated Records и Manchester Files в 1999 году на кассетах.
Шесть треков вошли в следующий сборник дуэта под названием «Улучшенная планировка» (2000), ещё один был выпущен в составе альбома EU_Soft (2000), а также две композиции вошли в компиляцию Witch Hazel Tales (2001).

## Участники записи
- Илья Юрьевич Барамия — музыка;
- Александр Зайцев — музыка;
- Анатолий Ковжун — исполнительный продюсер;
- Chongo-Chunga — дизайн.

## Список композиций
| №  | Название    | Длительность |
| -- | ----------- | ------------ |
| 1. | «99»        | 5:10         |
| 2. | «Sand»      |              |
| 3. | «Turt»      | 6:40         |
| 4. | «Spotycach» | 6:01—6:03    |
| 5. | «Me»        | 4:37         |

| №                   | Название            | Длительность |
| ------------------- | ------------------- | ------------ |
| 1.                  | «Qwosmik»           | 4:56         |
| 2.                  | «Jshi»              | 4:58         |
| 3.                  | «Sw_Rmx»            | 5:00         |
| 4.                  | «Groza»             |              |
| 5.                  | «Love Me»           | 4:45         |
| Общая длительность: | Общая длительность: | 56:46        |

## Приём

### Альбом в целом
В июне 1999 года в белорусском издании «Музыкальная газета» была опубликована рецензия на сборник, завершённая словами: «Классный и красивый альбом, выдержанный в лучших традициях жанра. Для чилл-аутов лучше не найти — эмбиентное минималистичное техно с примесью драм-н-бейса, трип-хопа, а порой даже и даба». Обозреватель похвалил «безусловно интересную» работу за стилистику звучания, напоминающую наряжание новогодней ёлки, а также за мастеринг и сведение — сравнимые с творчеством дуэта Autechre, музыкантов Squarepusher и Амона Тобина.

### Отдельные композиции
После выхода сборника «Улучшенная планировка» некоторые треки, ранее присутствовавшие в сборнике «Ёлочные Игрушки», вновь получили внимание критиков. Так, в «Музыкальной газете» в апреле 2001 года композиция «99» была определена как спейс-электро в сочетании с эмбиентом, с выраженной мелодикой и глубоким басом. В треке с оптимистичным настроением «Spotycach» — «лихорадочные перебивки перкуссий добавляют остроты аппетитному электронному вареву».
Композиция «Qwosmic» была названа «выраженным радиотреком», напоминающим работы музыкантов Red Snapper, Wagon Christ и Squarepusher, а про «Love Me» написано: «Никакой эротики, женский голос ничего не значит и ни о чём не говорит, он препарирован и принесён в жертву сонному ритму».